# 房奴
房奴意为“房子的奴隶”，香港多稱為樓奴，指那些为了支付高额的（占个人可支配收入70％以上）住房抵押贷款，而使自身社会生活受到极大影响的人。就像奴隶社会中，奴隶为了生存而为奴隶主卖命干活一样，房奴为了偿还住房贷款而卖命工作。

## 影响
由于绝大部分可支配收入用于偿还住房抵押贷款，因而房奴们可用于自身消费，投资的资金严重不足。这直接导致了房奴们社会生活的贫瘠化，从而极大地降低了生活品質，束缚了个人的全面发展；嚴重者會造成絕後。

## 高房价的成因
城市化进程带来的对住房的大量需求。以出口为导向的外向型经济，吸引了大量农村富余劳动力涌入城市。高等教育的扩招，也使大量更高素质的人才以大学生的身份进入城市。旧有体制带来的社会资源不平均分配更导致了人口选择迁徙目的地的过度单一，从而加剧了对住房的需求压力。
户籍制度对人口自由迁徙的负面影响。陈旧的户籍制度已经严重不适应人口迁徙的需要，成为了社会发展的绊脚石。户籍制度中对外来人口享受社会公共服务的种种限制，进一步刺激了他们买房落户的欲望。
社会保障体系的不健全。人们对未来的不确定预期让他们把住房看成了养老的“救命稻草”，从而导致了对住房的持久需求。
植根于中国文化的传统观念，认为安家才能立业，自有不动产是长期居住的前提。
中国政府在住房保障制度上的不作为。分税制实施后的地方土地财政政策，使得房地产行业拉动的GDP增长正是政府官员仕途上所需要的政绩筹码。制度上的固有缺陷导致廉租房，经济适用房建设力度明显不足。
房地产开发商伙同商业银行、政府，利用人们对住房的刚性需求，大肆炒楼。
较早实现城市化，已经拥有一定财富的人群，在国内金融市场投资渠道非常有限的情况下，普遍选择投资有着明显上涨预期的房市，无意中成为了房地产商的帮凶，助长了房价的飚升。而最终的买单者则是那些正在努力实现城市化的人群。部分“先富起来的人”在这场史无前例，轰轰烈烈的中国城市化进程中，非但没有帮助其他人“共同富裕”，反而通过商品房这个工具，向那些正要进城的人征收了一笔数额可观的“进城税”。